# Santa Maria (Romblon)
Pour les articles homonymes, voir Santa Maria.
Santa Maria est une localité de la province de Romblon, aux Philippines. En 2015, elle compte 8 508 habitants.